# Melophagus kaukasikus
Melophagus kaukasikus är en tvåvingeart som beskrevs av Doszhanov 2003. Melophagus kaukasikus ingår i släktet Melophagus och familjen lusflugor. Inga underarter finns listade i Catalogue of Life.